# Папське ім'я
Папське ім'я приймається новообраним Папою Римським замість його хрестильного імені й залишається з ним, як у випадку з Папою Бенедиктом XVI, навіть після відставки. Однак Папа все одно святкує свої іменини відповідно здобутого хрестильного імені. Папське ім'я латиною оголошує натовпу, що зібрався в Римі наприкінці конклаву, кардинал-протодиякон.
„Annuntio vobis gaudium magnum: Habemus Papam! Eminentissimum ac Reverendissimum Dominum, Dominum N. N., Sanctae Romanae Ecclesiae Cardinalem N. N., qui sibi nomen imposuit N. N.“

«Оголошую вам велику радість: У нас є Папа! Його Високопреосвященство, Найпреосвященніший Господь, Владика [хресне ім'я обранця] Святої Римської Церкви, кардинал [сімейне ім'я обранця], який прийняв ім'я [Папське ім'я]».
Якщо папою римським обрано члена однієї зі Східних Католицьких Церков, що перебувають в унії з Римом, слово «Romanae» опускається. Якщо обрана особа не має кардинальського сану, відповідний уривок опускається.
Традиція брати нове ім'я під час обрання Папи Римського не сягає корінням витоків папства. Однак, узгоджуючи імена сучасних пап з іменами давніх пап шляхом голосування і підтримуючи послідовну номенклатуру від початку і до сьогодні, вона по-своєму сприяє безперервності цієї інституції.

## Форми та варіанти папських імен
Як і інші імена, папські імена також відрізняються в різних мовах. Зазвичай, імена «перекладаються» на відповідну рідну мову, якщо є еквівалент. Таким чином, Папа, чиє ім'я латиною Іоанн, а грецькою Ιωάννης (Іоанніс), буде називатися Жаном французькою, Джоном англійською, Джованні італійською, Хуаном іспанською, Яношем угорською, Йоганном німецькою і нарешті Іваном в українській мові.

### Імена та мови
Не кожен «переклад» — часто це трансформація або фонетична та граматична адаптація, що відбувалася протягом століть — є можливим або необхідним. Деякі рідкісні імена зберігають свою латинську або грецьку форму, оскільки не мають еквівалентів в українській мов (Hormisdas, Sisinnius). Інші латинські імена залишаються незмінними й широко використовуються в українській мові, особливо якщо відповідне ім'я поширене як «світське» (Mark).
У некатолицьких країнах і культурах папські імена часто запозичують з інших мов. У турецькій мові заведено називати папу французьким іменем з попереднім числом. Тому Івана Павла II і Бенедикта XVI зазвичай називають ikinci Jean Paul і onaltıncı Benoit. Однак зі зростанням поширеності англійської мови такі форми, як ikinci John Paul і onaltıncı Benedict, також стають все більш поширеними. Можна зустріти навіть латинські та італійські імена. Причому в цих формах іноді зберігається правопис мови оригіналу, а іноді ім'я пишеться фонетично (Jan Pol).
Культурне і мовне домінування однієї держави над іншою сильно впливає на практику іменування в панівній країні, в тому числі й щодо папських імен. В азербайджанській мові, близькій до турецької, використовуються російські папські імена. Саме тому Івана Павла ІІ азербайджанською називали ikinci Ioann Pavel, що є російською формою «Иоанн Павел второй» (Иоанн Павел вторый). У тагальській мові, офіційній мові Філіппін, використовуються іспанські папські імена. У країнах Північної Європи, де переважають протестанти, найчастіше використовують латинські папські імена, навіть якщо у відповідній мові є еквівалент. Однак для найпоширеніших імен (Павло, Олександр) робляться винятки, а написання може бути адаптоване до орфографії національної мови (наприклад, шляхом заміни c на k). На відміну від цього, мови православних країн мають еквіваленти для імен ранньохристиянських святих і тому можуть перекладати більшість папських імен.
Крім того, християнство було присутнє в деяких арабських країнах протягом тривалого часу, тому існують арабські імена для католицьких святих, у тому числі папи римського. Ці імена іноді відрізняються від їхнього суворого еквівалента в мусульманській традиції. Наприклад, ім'я Іван передається як يوحنّا / Yūḥannā, коли йдеться про католицького папу, але як يحيى / Yaḥyā, коли мусульмани мають на увазі пророка Іоанна Хрестителя.

### Неоднозначність деяких імен
Навіть в "офіційних" латинських списках римських пап може статися так, що різні імена, але зі схожим звучанням або значенням, були переплутані ретроспективно. Наприклад, перші три античні папи, на ім'я Сікст, ймовірно, мали грецьке ім'я Ксистос (Згладжений) або римське ім'я Секст (Шостий). Ці два імені були об'єднані в одне ім'я Сикст (іноді латинізоване грецьке ім'я Ксистус), яке потім було прийняте ще двома папами в епоху Відродження.
Таке ж змішування відбулося з фонетичних причин з іменами Марінус або Мартин (див. нижче). Однак зараз ця плутанина визнана помилковою, і ці два імена вважаються різними.
Між 615 і 618 роками правив папа з латинським ім'ям Deusdedit, що означає «Бог дав». З 672 по 676 рік — інший папа з латинським ім'ям Адеодат («даний Богом»), що практично має таке ж значення. Стало звичним вважати ці два імена варіантами одного й того ж імені й перераховувати цих двох пап латиною як Adeodatus primus і Adeodatus secundus.

## Історія

### Імена перших Пап
Відомі дані про перших єпископів Риму часто обмежувалися лише їхніми іменами.

Згідно з Євангелієм від Матвія, апостол Петро мав ім'я Симон до того, як Христос дав йому епітет Петро проголошенням, яке, згідно з католицьким розумінням, засновує папську владу в цілому з Симоном як першим її носієм:
„Tu es Petrus, et super hanc petram aedificabo Ecclesiam meam“
"Ти - Петро, і на цьому камені Я збудую Свою Церкву" (Мт 16,18)
Про безпосередніх наступників Петра відомо небагато. У пізніших узгоджених списках перших «пап» є багато неточностей, особливо щодо їхнього правління. Історики, як правило, вважають, що їхні імена передані правильно, але їхні терміни та функції здебільшого незрозумілі. Особа Анаклета, також відомого як Клет, була помилково продубльована в передачі через непорозуміння.
Перші лідери римської громади, ймовірно, були єврейського походження і розмовляли грецькою мовою. Лише в III столітті керівництво римської громади все частіше рекрутувалося з латиномовних християн. Імена посадових осіб майже незмінно передаються латинською або грецькою мовами. Латинські імена можуть бути praenomina, nomina або cognomina, тобто імена, прізвища або прізвиська.
Лише два папські імена мають єврейське походження. Вони безпосередньо походять з Нового Завіту і виникли в пізній античності, коли християнство вже давно відокремилося від юдаїзму. Це імена Іван (у 523 році, на честь Івана Хрестителя) та Захарій (у 741 році, на честь Захарія, батька Івана). Нарешті, один Папа, здається, мав германське ім'я, а саме Ландо. Він був останнім Папою перед Іваном Павлом І у 1978 році та Франциском у 2013 році, який прийняв нове ім'я. Після нього всі новообрані Папи брали імена, які раніше використовував принаймні один попередник, і незабаром склався звичай систематичної зміни імен.
Стародавні папи до кінця VI століття майже повсюдно шанувалися як святі. Як наслідок, імена, які вони носили, стали хрестильними іменами для наступних поколінь і використовуються досі, наприклад, Євген, Юлій, Паскаль, Урбан, Сильвестр, Фелікс і, можливо, Кай.

### Походження зміни імен Пап Римських
Перший задокументований випадок зміни імені для людини, обраної Папою Римським, стався у 533 році з чоловіком на ім'я Меркурій. Він не хотів носити ім'я язичницького божества, тому обрав собі ім'я Іван ІІ. Ця практика повторювалася, коли обирали людину з ім'ям язичницького бога чи імператора. У 955 році Октавіан зійшов на папський престол як Іван XII з цієї причини.
У 983 році Петро Канепанова став Папою як Іван XIV. Він хотів уникнути появи другого «Папи Петра» після першого Папи і апостола Петра. Через пізнішу неправильну інтерпретацію його «активного» правління та ув'язнення як двох окремих понтифікатів різних осіб, виникла плутанина в підрахунку Пап його імені. В результаті ім'я Івана XXI не було зараховане як XX, щоб виправити помилку. Інші особи, які стали папами з ім'ям Петро або його варіантом, змінили свої імена з тієї ж причини, що й Іван XIV.
У 996 році Бруно Каринтійський став першим німцем, обраним Папою Римським. За ним у 999 році пішов перший французький Папа, Герберт Орільякський. Обидва мали германські імена, які були чужими для папської традиції (хоча попередник, Ландо, незважаючи на своє італійське походження, мав германське або ломбардське папське ім'я). Вони змінили свої імена і стали Григорієм V і Сильвестром II відповідно. На той час германські імена були вже широко поширені не лише в германських країнах. Відтоді всі особи з германськими іменами змінювали їх, коли ставали папами. Єдиним винятком були два антипапи XI століття, які зберегли свої германські імена: Теодерих і Альберт. (Справжнє ім'я антипапи Григорія VI невідоме; можливо, він також не змінював свого імені).
З усіх цих причин необхідність зміни імені вже до кінця X століття стосувалася більшості пап, але ця практика стала усталеною майже для всіх пап, незалежно від їхніх хресних імен. Вона набула символічного значення: новий Папа вже не був тією людиною, якою був до свого обрання, а тому його ім'я також не повинно бути тим самим. Це надавало обранню на папський престол особливого значення, хоча воно ніколи не визнавалося таким таїнством, як священичі чи єпископські свячення.
До кінця XII століття папою ставали не однозначно, як сьогодні, в момент прийняття обрання, а принаймні формально, через інтронізацію і, якщо потрібно, єпископську хіротонію. Це було необхідно з кількох причин. Зокрема, часто було зручно чекати на схвалення імператора (хоча й не обов'язкове). Крім того, багато з обраних не були єпископами, деякі навіть не були священиками, і тому повинні були бути висвячені, перш ніж вони могли ефективно зайняти цю посаду. (Цього вимагає і сьогодні канонічне право.) Григорій VII, обраний у 1073 році, все ще наполягав на тому, що лише інтронізація робить людину повноцінним Папою, тоді як згода на обрання лише встановлює право на цю посаду. Через часто хаотичну політичну ситуацію між виборами та інтронізацією багатьох Пап проходив довший період, іноді більше року. Єпископ Равенни Віберт, призначений папою імператором у 1080 році (і який зараз вважається антипапою), зміг інтронізуватися в Римі лише в 1084 році. Протягом наступних чотирьох років він вважав себе лише «обраним Папою», а не чинним. Своє папське ім'я Климент III він прийняв лише під час інавгурації. Можна припустити, що його безпосередні наступники, Теодерих і Альберт, не змінили своїх імен, бо не були інтронізовані, або що їхня можлива таємна інтронізація не залишила жодних історичних слідів, принаймні щодо папського імені.
З 996 року лише два папи зберегли свої хресні імена: Адріан Флоріш Бойєнс став Адріаном VI у 1522 році, а Марчелло Цервіні зійшов на папський престол як Марцелл II у 1555 році. Джуліано делла Ровере, ймовірно, хотів зберегти своє ім'я в 1503 році, але не було попередника на ім'я Юліан, тому він погодився на ім'я Юлій, яке використовувалося раніше, і став Юлієм II. Фактично, з часів Ландо у 913 році, лише у 2013 році з Папою Франциском знову було обрано абсолютно нове папське ім'я. За часів Ландо на папському престолі домінували кілька римських родин, в тому числі Тускулани, і імена, що з'являлися, не вирізнялися особливою різноманітністю. Оскільки практика зміни імен невдовзі стала звичною, всі Папи (за винятком Івана Павла І у 1978 році, який поєднав два імена своїх попередників, див. нижче) дотримувалися принципу обирати лише ті імена, які використовувалися раніше.

## Критерії вибору імен
Причини, чому окремі Папи обирали те чи інше ім'я, відомі лише частково, оскільки Папа не зобов'язаний розкривати свої мотиви. Дуже часто Папа приймає ім'я попередника з вдячності та на знак пошани (...) Такої ж пошани часто удостоюється Папа, який призначив новообраного Папу кардиналом чи єпископом або іншим чином підтримав його кар'єру. Так було з Левом XIII, який прямо заявив, що взяв ім'я Лев в пам'ять про Лева XII, до якого завжди відчував любов і вдячність (...).) Миколай V вибрав собі ім'я на знак вдячної пам'яті про свого колишнього пана і доброчинця кардинала Альберґаті; Сикст IV, бо початок конклаву, на якому його обрали, збігся зі святом Папи Сикста II; Пій IV, бо бажав втілити те, що означає це ім'я; Григорій XIII, бо колись отримав пурпур на свято Григорія Великого; Сикст V, щоб відновити пам'ять про Сикста IV, який так само, як і він сам, належав до ордену францисканців. Пій IX назвав себе на честь Пія VIII, тому що Пій VIII в той час був єпископом Імоли (...) З іншого боку, кардинал Кастанья, висвячений в 1590 році, заявив, що хоче носити старе папське ім'я і назвався Урбаном VII, ім'ям, яке не використовувалося вже понад 200 років.
Як згадувалося раніше, не прийнято, щоб Папа вибирав собі ім'я одного з дванадцяти апостолів або євангелістів (виняток становить лише Папа Марк, який носив це ім'я в цивільному житті); папське ім'я Іоанн завжди відноситься до Івана Хрестителя. Спочатку, після обрання, папи зберігали свої імена. Першим Папою, який змінив своє ім'я, був Іван II у 533 році. Його справжнє ім'я було Меркурій, і як Папа, він не бажав носити ім'я язичницького бога. Однак випадкове прийняття нового імені залишалося винятком до кінця 1-го тисячоліття.
Починаючи з XVI століття, відносно поширеною практикою стало обирати ім'я папи, який підніс їх до рангу кардинала (див. вище, П'єта). Досить рідко Папа обирає те саме ім'я, що і його безпосередній попередник, але в новітні часи це майже завжди відбувалося, коли безпосередній попередник також підносив його до рангу кардинала.
- Климент X після Климента IX.
- Климент XIV після Климента XIII.
- Пій VII після Пія VI
- Пій XII після Пія XI.
- У попередні століття за Боніфацієм IV йшов Боніфацій III (608), Іван VII - VI (705), Григорій III - Григорій II (731), Стефан II - Стефан (II) (752), Бенедикт VII - VI (974, спірне питання), Іван XV - XIV (985) і Іван XVIII - XVII (1003).

Святий Пій V обрав ім'я свого попередника Пія IV, хоча не був піднесений ним до кардинальського сану і навіть дещо відійшов «на другий план» за його правління. Існують припущення, що ім'я Піо було знову відкрите в XVI столітті як побожний натяк на "Pi(etr)o" (Петро), якщо тільки Пій II вже не мав цього на увазі.
Пій VIII, Пій X і Пій XI посилалися на свого непрямого (2-го) попередника; [Пій IX посилався на Пія VIII, див. вище], Лев XIII посилався на Лева XII, чий Святий Рік він пережив 15-річним у 1825 році. Лев XII безпосередньо посилався на Лева Великого, так само як Григорій XIII, ймовірно, безпосередньо посилався на Григорія Великого [див. вище], а Климент VII посилався на Климента I.
Щодо більш віддалених попередників, то, наприклад, Сикст V посилався на IV (також францисканець, див. вище), Григорій XVI - на XV (засновник Конгрегації поширення віри), Бенедикт XIII - на XI (також домініканець), Бенедикт XVI - XV і святий Бенедикт, Бенедикт XV - XIV (також архиєпископ Болоньї і Папа Римський), Інокентій XIII - Інокентій III (з тієї ж родини), а Олександр VII - Олександр III (також з Сієни).
З раннього церковного періоду папські імена Климент, Олександр, Ксист (через Сикста IV), Пій (через Пія II), Калікст, Урбан, Стефан, Інокентій, Боніфацій, Целестин, Лев, Іоанн, Бенедикт і Григорій були "активовані" пізніше. Іван став таким поширеним папським ім'ям у першому тисячолітті тому, що багато пап мали це ім'я у своєму цивільному житті, яке вони зберегли.

## Раніше присвоєні папські імена
Annuario Pontificio, статистичний довідник Католицької Церкви, нараховує 266 Пап від Петра до Франциска. Однак слід зазначити, що Бенедикт IX у ньому згадується тричі. Вперше він став Папою у віці близько 20 років (вік від 10 до 12 років, згаданий Родульфом Глабером, вважається малоймовірним). Він був скинутий, знову став Папою, продав свій пост Григорію VI, знову став Папою, а потім був вигнаний і відлучений від церкви. Згідно з легендою, він врешті-решт став монахом і покаявся у своїх гріхах.
Так само до списку включені Лев VIII і Бенедикт V як законні Папи, хоча вони правили в один і той же час і були суперниками. І навпаки, з нього виключені папи Авіньйона і Пізи, які були опонентами римських пап під час Великої схизми.

Тут відсутні антипапи, не враховані в римському списку. Крім того, Йоганн XX, Мартін II і Мартін III відсутні, оскільки їх ніколи не існувало через помилки підрахунку. Враховуючи ці особливості, ми маємо 264 легітимних папи, які розподіляються наступним чином: